# Codice in materia di rappresentazione delle vicende giudiziarie nelle trasmissioni radiotelevisive
Il Codice in materia di rappresentazione delle vicende giudiziarie nelle trasmissioni radiotelevisive è un codice deontologico italiano varato dall'Autorità per le garanzie nelle comunicazioni, che si occupa di regolamentare i programmi che offrono informazione relativa a processi in corso.
Dal 3 febbraio 2016 non esiste più come documento autonomo: i suoi principi sono stati inglobati nel «Testo unico dei doveri del giornalista».

## Contenuto
Di seguito un breve riepilogo delle indicazioni presenti nel codice.
Articolo 1:
1. Nell'ambito della rappresentazione di vicende giudiziarie in corso, si ha il dovere di rispettare obiettività, completezza, imparzialità, e i diritti alla dignità, all'onore, alla reputazione e alla riservatezza delle persone coinvolte.
2. Le parti si impegnano a:

a) rendere distinguibile documentazione e rappresentazione, cronaca e commento, indagato, imputato e condannato, pubblico ministero e giudice, carattere definitivo e non definitivo delle decisioni
b) informare soddisfacendo l'interesse pubblico
c) informare adeguatamente, correttamente, e senza alterazioni
d) rispettare il principio del contraddittorio
e) verificare le fonti e garantire la presunzione d'innocenza
f) garantire la privacy di chi non è coinvolto direttamente nel processo (e quindi non vi è interesse pubblico).
Articolo 2:
1. Le violazioni del codice saranno sanzionate da un apposito comitato (costituito dal 30 giugno 2009).
2. La competenza in merito per i giornalisti resta all'Ordine dei giornalisti (OdG).

Articolo 3:
1. Il Codice è aperto ai soggetti iscritti al Registro degli operatori di comunicazione (ROC).
2. L'adesione comporta la piena accettazione del Codice.

Articolo 4:
Il Codice entra in vigore il 30 giugno 2009.

## Sviluppo
Il Codice è entrato in vigore il 30 giugno 2009, ed è stato firmato a Roma il precedente 19 maggio, nella sede dell'Autorità per le garanzie nelle comunicazioni; i lavori preparatori hanno richiesto circa 18 mesi, e al documento hanno aderito:
- RAI
- Reti Televisive Italiane (RTI)
- Telecom Italia
- Aeranti-Corallo
- Federazione nazionale stampa italiana (FNSI)
- Federazione radio e televisioni (FRT)
- Ordine dei giornalisti (OdG)

Tra le necessità che hanno portato la costituzione del codice, vi era il rispetto della persona, del contraddittorio, e soprattutto il rischio di confondere i processi mediatici con quelli reali, un pericolo che, nelle parole del presidente AgCom Corrado Calabrò, portavano ad «uno svigorimento e screditamento del processo, a un fuorviamento dell'opinione pubblica, e non escludo anche a un condizionamento delle parti in processo».